# Edward Hanney

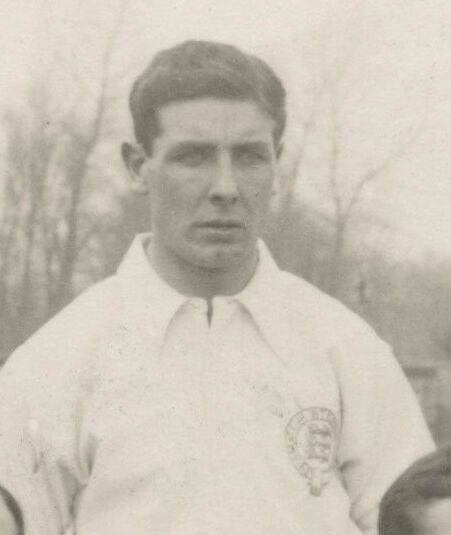
Ted Hanney (1912)

Edward „Ted“ Terrance Hanney (* 19. Januar 1889 in Reading, Berkshire; † 30. November 1964 ebenda) war ein englischer Fußballspieler und -trainer. Der Engländer nahm als Auswahlspieler an den Olympischen Spielen 1912 teil und war als Trainer in Deutschland beim VfB Stuttgart und dem FC Wacker München tätig.

## Werdegang
Hanney begann seine Fußballlaufbahn beim FC Wokingham Town, ehe er zum FC Reading wechselte. Seinerzeit noch Amateurspieler, kam er zweimal in der englischen Amateurnationalmannschaft zum Einsatz. Eines dieser Spiele war bei den Olympischen Spielen in Stockholm 1912. Nach einer Verletzung im Auftaktspiel des Turniers gegen die ungarische Nationalmannschaft, das durch Tore des sechsfachen Torschützen Harold Walden und Vivian Woodward mit 7:0 gewonnen wurde, konnte er im weiteren Turnierverlauf nicht mehr zum Olympiasieg seiner Mannschaft beitragen.
Im Anschluss an das Turnier wurde Hanney 1913 professioneller Fußballspieler bei Manchester City. Für den Klub, der 1.250 £ für ihn aufbrachte, kam er in 68 Spielen zum Einsatz und konnte dabei zehn Tore erzielen. Anschließend lief er zwei Spielzeiten für Coventry City auf, ehe er zum FC Reading zurückkehrte. Dort beendete er nach einer Saison in der dritten Liga seine aktive Laufbahn.
Im Juli 1924 übernahm Hanney auf Hinweis des Kicker-Herausgebers Walther Bensemann – der Kicker hatte zu dieser Zeit seinen Sitz in der württembergischen Hauptstadt – den Trainerposten beim VfB Stuttgart. Beim schwäbischen Klub war Hanney erster hauptamtlicher Trainer und schulte die Mannschaft vor allem in taktischer und disziplinierter Spielweise. Im Januar 1927 schloss er die Württembergisch-Badische Bezirksliga mit den VfB als Erster ab, was die erste Meisterschaft des Vereins in der damals höchsten Spielklasse bedeutete. Im Februar 1927 ging er zum FC Wacker München, wo er bereits im Oktober im Streit wieder schied. Am 12. Juni, am Tag als Nürnberg und Hertha in Berlin um Meisterehren kämpften, kam es aber im Münchner Stadion an der Grünwalder Straße noch zu einem besonderen Schmankerl; hier standen sich der FC Wacker und der Bezirksligaaufsteiger DSV in einem Privatspiel gegenüber, wobei sich aber die respektiven Trainer noch einmal selbst aufstellten, also Hanney als Mittelläufer und Alfréd „Spezi“ Schaffer, der legendäre erste Professional Kontinentaleuropas, als Sturmführer. Wacker ging als haushoher Favorit in die Partie. Am Ende gewann der DSV aber vor 6.000 Zusehern mit 4:0, wobei der „Spezi“ selber noch zwei Tore beisteuerte.
Nach der Rückkehr in seine Heimatstadt Reading arbeitete Edward Hanney als Wirt.

## Erfolge
- Olympischer Goldmedaillengewinner: 1912